# ATP de Memphis de 2013
O ATP de Memphis de 2013 foi um torneio de tênis masculino disputado em quadras duras na cidade de Memphis, Tennessee, nos Estados Unidos. Esta foi a 38ª edição, realizada no Racquet Club of Memphis.

## Distribuição de pontos e premiação

### Pontuação
| Evento  | V   | F   | SF  | QF | Segunda rodada | Primeira rodada | Q  | Q2 | Q1 |
| Simples | 500 | 300 | 180 | 90 | 45             | 0               | 20 | 10 | 0  |
| Duplas  | 500 | 300 | 180 | 90 | 0              | —               | —  | —  | —  |

### Premiação
| Evento  | V        | F        | SF      | QF      | Segunda rodada | Primeira rodada | Q2   | Q1   |
| Simples | $291,800 | $131,560 | $62,320 | $30,070 | $15,330        | $8,435          | $950 | $525 |
| Duplas  | $86,200  | $38,900  | $18,340 | $8,860  | $4,550         | —               | —    | —    |

## Chave de simples

### Cabeças de chave
| País | Jogador             | Rank1 | Cabeça |
| ---- | ------------------- | ----- | ------ |
| CRO  | Marin Čilić         | 12    | 1      |
| CAN  | Milos Raonic        | 13    | 2      |
| USA  | John Isner          | 16    | 3      |
| USA  | Sam Querrey         | 20    | 4      |
| JPN  | Kei Nishikori       | 21    | 5      |
| GER  | Tommy Haas          | 22    | 6      |
| UKR  | Alexandr Dolgopolov | 23    | 7      |
| ESP  | Fernando Verdasco   | 24    | 8      |

- 1 Rankings como em 11 de fevereiro de 2013

### Outros participantes
Os seguintes jogadores receberam convites para a chave de simples:
- James Blake
- Steve Johnson
- Jack Sock

Os seguintes jogadores entraram na chave de simples através do qualificatório:
- Alex Bogomolov, Jr.
- Illya Marchenko
- Rhyne Williams
- Donald Young

O seguinte jogador entrou na chave de simples como lucky loser:
- Michael Russell

### Desistências
Antes do torneio
- Kevin Anderson (lesão no cotovelo)
- Brian Baker (lesão no joelho)
- Mardy Fish (problemas cardíacos)
- Blaž Kavčič
- Lukáš Lacko
- Fernando Verdasco (lesão no pescoço)

Durante o torneio
- Tommy Haas (doença)
- Xavier Malisse (lesão nas costas)
- Marinko Matosevic (lesão no pé)

## Chave de duplas

### Cabeças de chave
| País | Jogador        | País | Jogador       | Rank1 | Cabeça |
| ---- | -------------- | ---- | ------------- | ----- | ------ |
| USA  | Bob Bryan      | USA  | Mike Bryan    | 3     | 1      |
| BLR  | Max Mirnyi     | ROU  | Horia Tecău   | 14    | 2      |
| POL  | Łukasz Kubot   | CAN  | Daniel Nestor | 36    | 3      |
| AUT  | Alexander Peya | BRA  | Bruno Soares  | 42    | 4      |

- 1 Rankings como em 11 de fevereiro de 2013

### Outros participantes
As seguintes parcerias receberam convites para a chave de duplas:
- James Blake /  Jack Sock
- Christian Harrison /  Ryan Harrison

As seguintes parcerias entraram na chave de duplas como alternates:
- Jaroslav Levinský /  Yen-Hsun Lu
- Xavier Malisse /  Marinko Matosevic

### Desistências
Antes do torneio
- John Isner (lesão no joelho)
- Fernando Verdasco (lesão no pescoço)

## Campeões

### Simples
- Kei Nishikori venceu  Feliciano López, 6–2, 6–3

### Duplas
- Bob Bryan /  Mike Bryan venceram  James Blake /  Jack Sock, 6–1, 6–2